# Palacio de Deportes de Warda
El Palacio de Deportes de Warda (en francés: Palais des Sports de Warda) es una arena multipropósito localizada cerca de la zona de la Briquetterie (quartier de la Briquetterie) en la ciudad de Yaundé, la capital y localidad más grande del país africano de Camerún. La capacidad del estadio es de 5263 personas. Se utiliza para albergar deportes de sala o bajo techo como el baloncesto. Fue inaugurado oficialmente el 29 de junio de 2009.